# Hildburghausen
Hildburghausen (pronunciación en alemán: /hɪltbʊʁkˈhaʊ̯zn̩/ⓘ) es una ciudad alemana del estado de Turingia. Situada junto al curso del río Werra, es capital del distrito de Hildburghausen.

## Historia
Hildburghausen fue la capital de Sajonia-Hildburghausen hasta su disolución en 1826, cuando pasó a Sajonia-Meiningen. En 1920, finalmente, fue integrada en Turingia. Está situada a 20 km al sur de Suhl y a 25 km al noroeste de Coburgo

## Galería

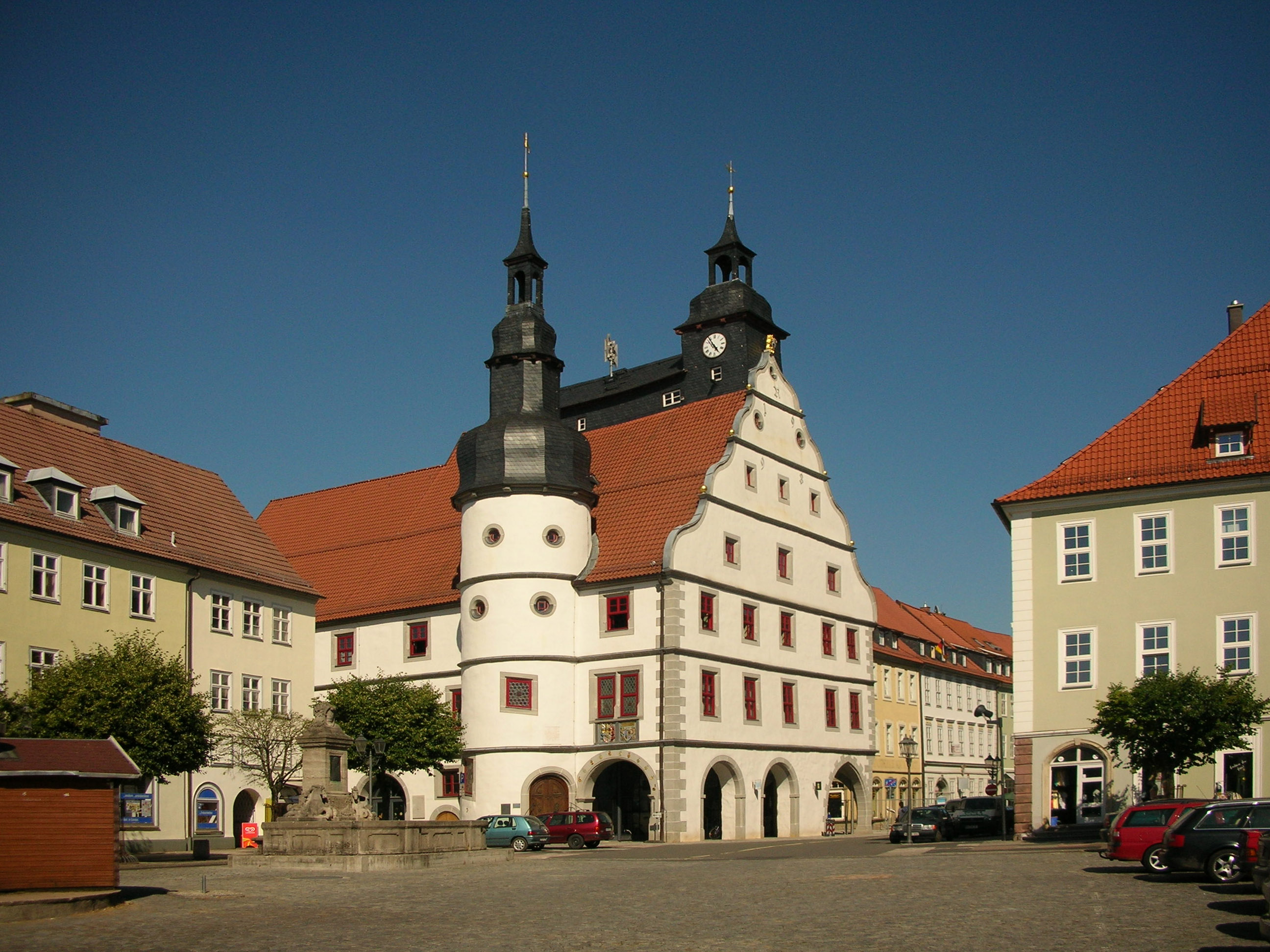
El Ayuntamiento
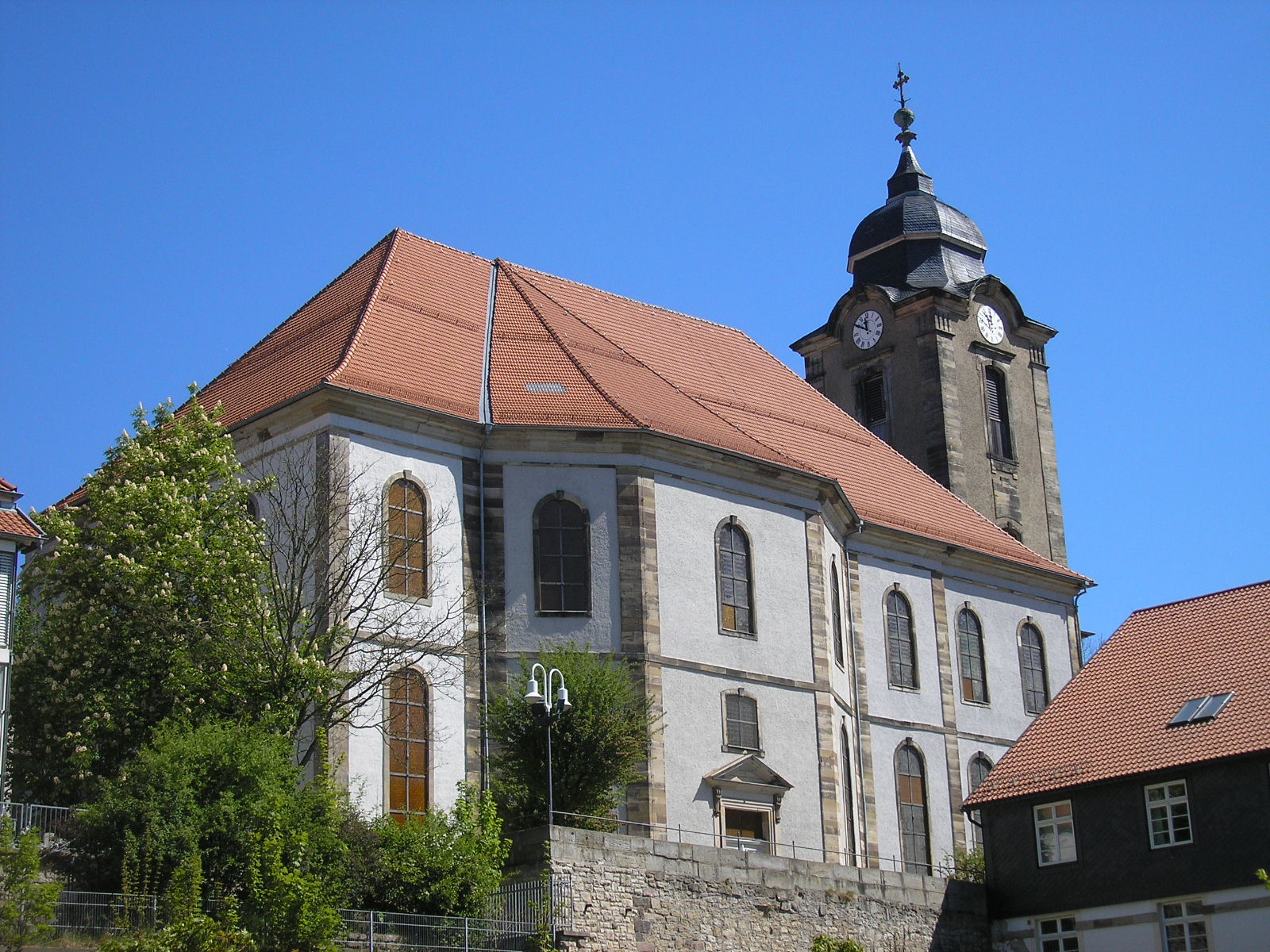
Iglesia parroquial
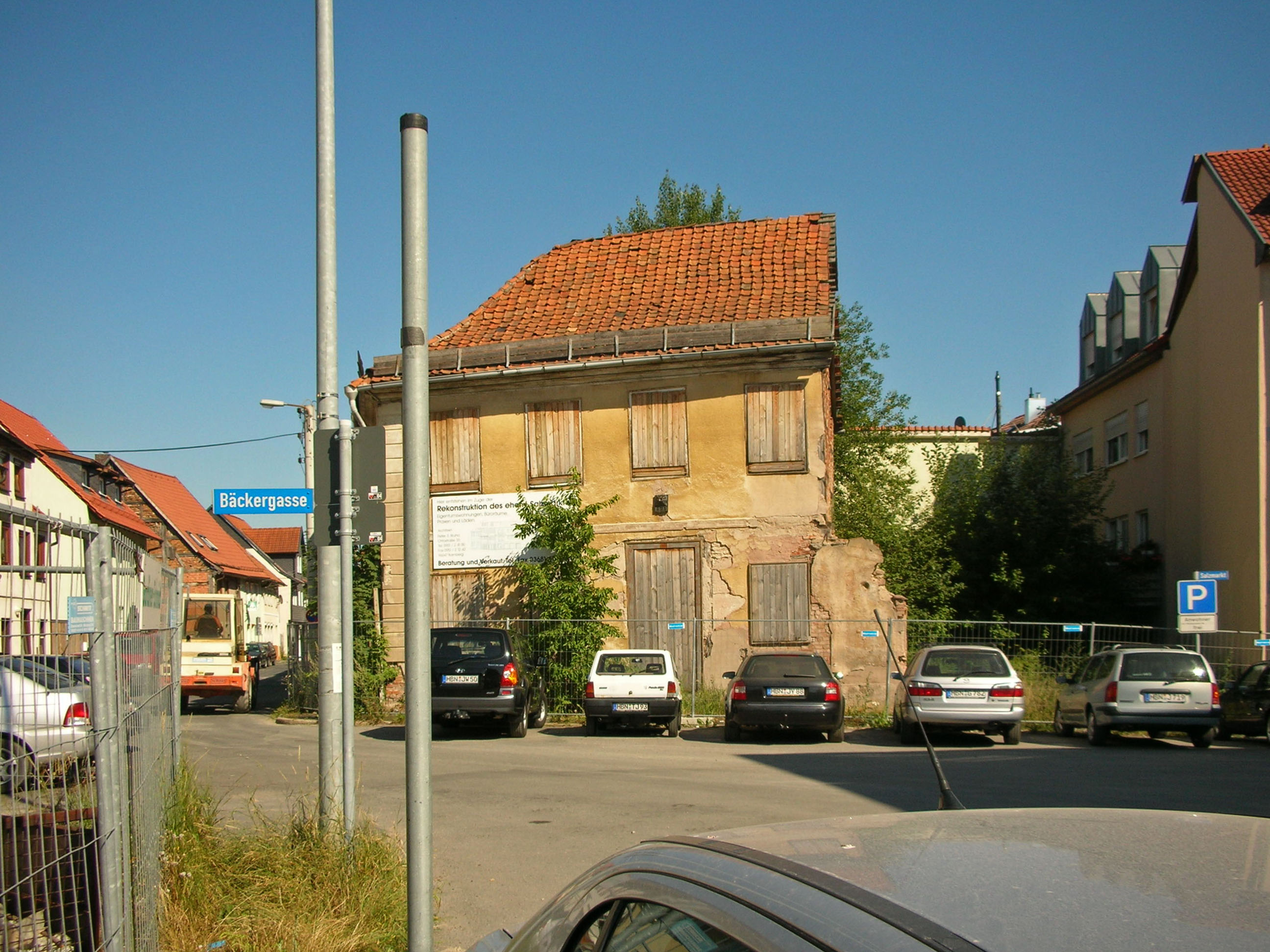
Antiguo mercado de la sal